# تمدن (نشریه)
هفته نامه تمدن نشریهای بود به صاحب امتیازی، نگارش ومدیریت محمدرضا مدبرالممالک
هرندی اصفهانی از ۱۷ ذی الحجه ۱۳۲۴ تا ۱۳۳۰ قمری به مدت چهار سال با بیش از ۹۵ شماره، که یک شماره
آن در بمبئی هندوستان (رمضان ۱۳۲۶) به کمک سید جلالالدین موید الاسلام و یک شمارهآن در رشت (۲۹
ربیع الثانی ۱۳۲۷ قمری) و پس از فتح تهران نخستین شماره سال چهارم را در شوال ۱۳۲۸ قمری منتشر ساخت.